# Passo San Giacomo

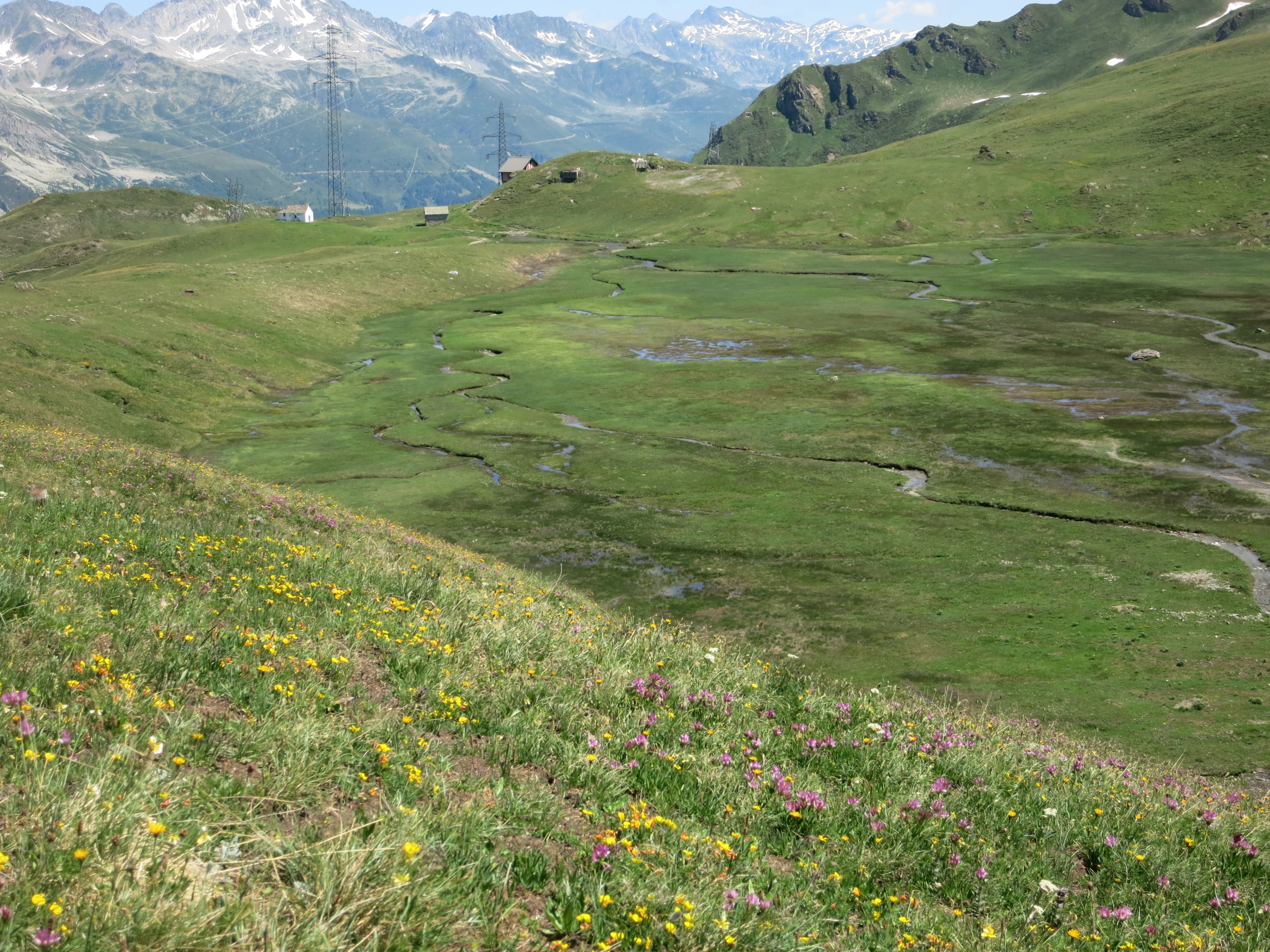
Passo di San Giacomo

Der Passo San Giacomo verbindet das zur italienischen Provinz Verbano-Cusio-Ossola gehörende Val Formazza mit dem Val Bedretto im Schweizer Kanton Tessin. Westlich des Passes liegt das Helgenhorn (2836 m ü. M.), östlich das Marchhorn (2961 m ü. M.). Über den Nufenenpass besteht zudem eine Verbindung in das Wallis.

## Beschreibung
Das Val Formazza ist der nördliche Teil des langen Tocetales, wo auch dieser in den Lago Maggiore mündende Fluss entspringt. Das zu den längeren Alpentälern zählende, im oberen Bereich in Dialekt als Pomatt bezeichnete Tal teilt die Schweizer Kantone Wallis und Tessin voneinander, bildet aber eine sprachliche Brücke zwischen dem Walliser Goms und dem Tessiner Walserdorf Bosco/Gurin. Das Pomatt war bis 1920 nur zu Fuss oder auf dem Esel erreichbar.

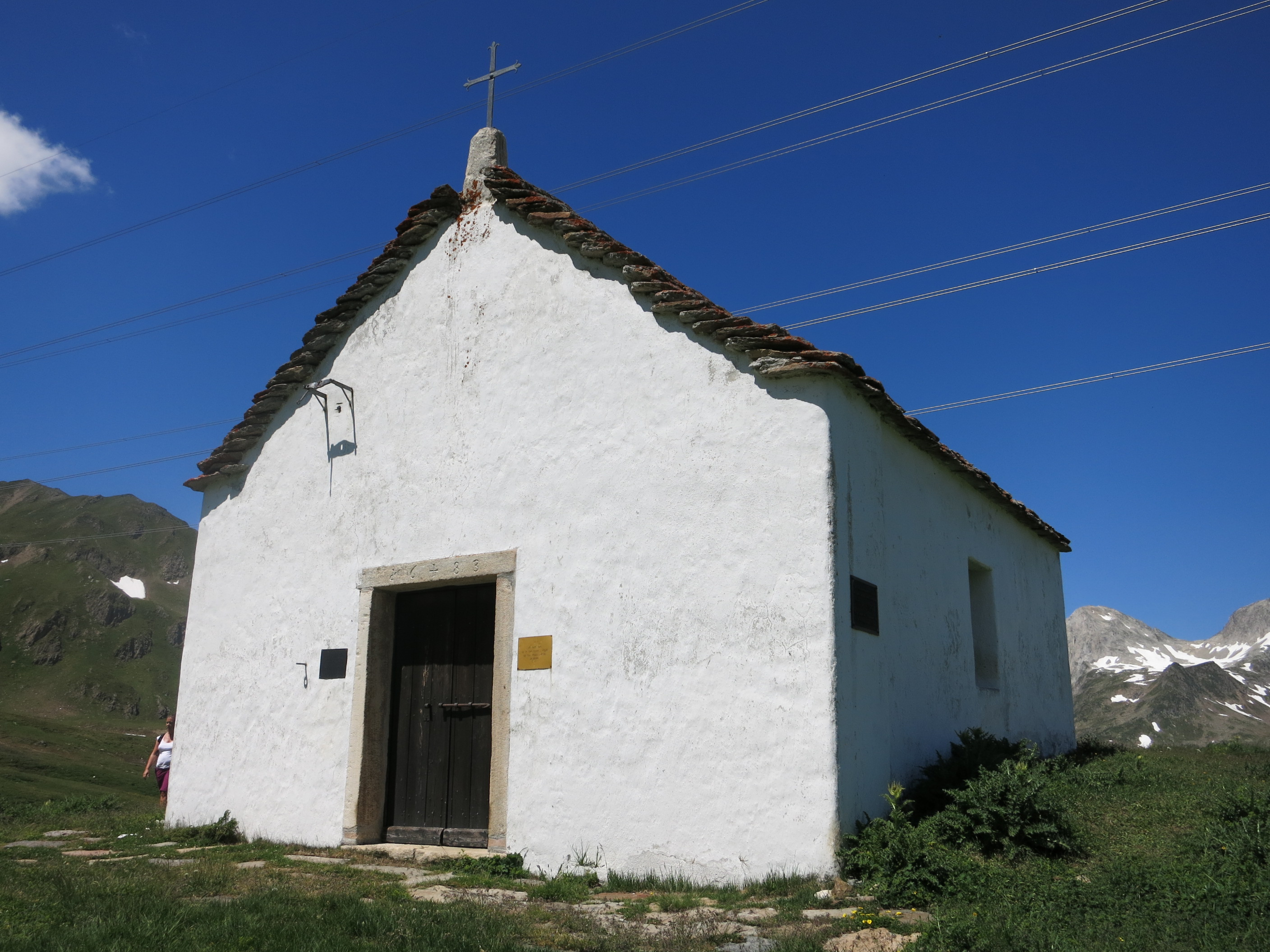
Kapelle SS. Nicolao

## Geschichte
Als Verkehrsweg war der Pass vor allem zwischen dem Ende des 13. und dem Ende des 15. Jahrhunderts bedeutend. Säumergenossenschaften transportierten Waren über den San Giacomo und weiter über den Gotthard. Das Hospiz Val d'Olgia wurde 1405 erstmals erwähnt; von ihm hat sich die Kapelle SS. Nicolao, knapp einen Kilometer nordöstlich der Passhöhe gelegen, erhalten.
Mit der Eröffnung der Gotthardbahn 1882 sank das Verkehrsaufkommen über den San Giacomo weiter. Zugleich sah die Schweiz den Grenzverlauf über den Pass als militärische Bedrohung an, da der Pass nur 14 Kilometer vom Südportal des Gotthardtunnels bei Airolo entfernt ist. Dies war einer der Gründe, warum ab 1886 im Raum Airolo Befestigungen, beispielsweise das Forte Airolo, erbaut wurden.

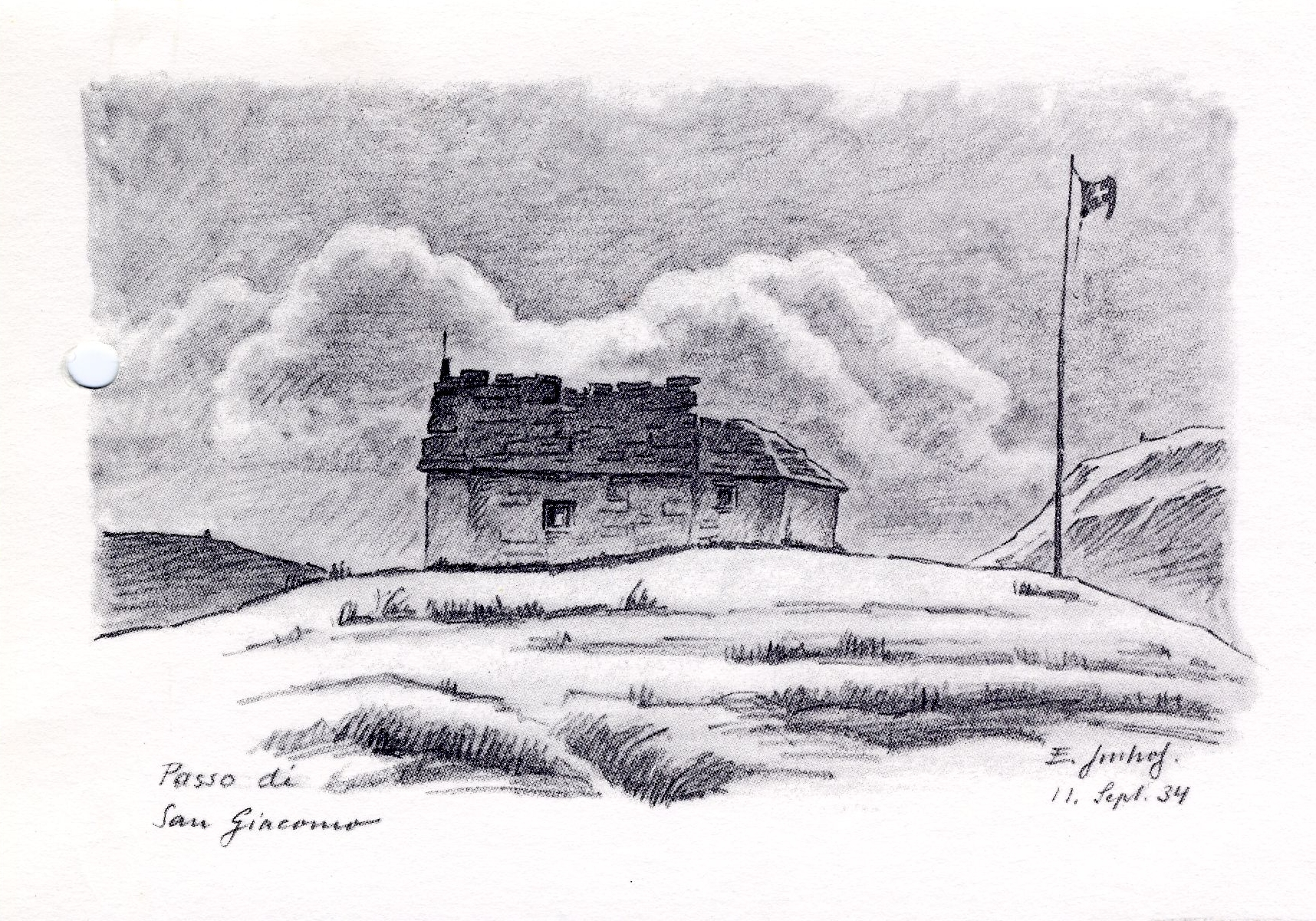
Eduard Imhof: Passo di San Giacomo (Zeichnung vom 11. September 1934)

Am 15. August 1929 eröffnete auf italienischer Seite eine Fahrstrasse zur Passhöhe. Sie sollte der Erschliessung des Gebiets für den Bau von Kraftwerken und für den Tourismus dienen. Der Mailänder Architekt Piero Portaluppi errichtete um 1930 knapp einen Kilometer westlich der Passhöhe ⊙ mit seinem Projekt Wagristoratore einen Gastronomiebetrieb für Automobiltouristen, bestehend aus einem Schlaf- und einem Speisewagen. Die beiden Wagen standen – ohne Drehgestelle – auf jeweils sechs Betonpfeilern. Der Betrieb wurde vermutlich 1943 durch italienische Partisanen zerstört. Es ist jedoch nicht geklärt, ob Partisanen sie bei Absetzbewegungen in die Schweiz anzündeten oder ob Faschisten ihnen den Unterschlupf nehmen wollten und die Wagen anzündeten. Es gibt auch die Aussage eines Schweizer Militärs, der als Kind im Speisewagen noch 1948 Milch getrunken haben will. Irgendwann, wahrscheinlich in den 1950ern, verschwanden die Wagen vom Pass; die Betonpfeiler sind heute noch vorhanden. Der Transport der beiden Bahnwagen verdeutlichte die Leistungsfähigkeit der 4,5 Meter breiten Strasse. Seitens der Schweiz wurde der Strassenbau als zusätzliche Bedrohung wahrgenommen, da die Strasse auch militärisch genutzt werden konnte, beispielsweise zum Transport von Geschützen zur Passhöhe, womit das Gotthardgebiet in der Reichweite der italienischen Artillerie lag. Der von italienischer Seite gewünschte Weiterbau der Strasse wurde von der Schweiz abgelehnt.
Ab 1935 entstanden auf der Schweizer Passseite Befestigungen im Rahmen der Sperrstelle San Giacomo (Artilleriewerk Grandinagia), die insbesondere während des Zweiten Weltkrieges weiter ausgebaut wurden. Zuletzt umfasste die Sperrstelle San Giacomo 30 Einzelobjekte, für deren Versorgung das Militär eine Seilbahn betrieb. Die Befestigungen wurden nach ihrer Aufgabe in den 1990er Jahren als Sperrstelle von nationaler Bedeutung klassifiziert.